# Белгородский академический драматический театр имени М. С. Щепкина
Белгоро́дский госуда́рственный академи́ческий теа́тр и́мени М. С. Щепкина — драматический, академический театр в Белгороде. Основан в 1936 году. Здание театра является объектом культурного наследия народов России регионального значения и охраняется государством.

## История
Первые упоминания о театре, сохранившиеся в архивах, датируются августом 1936 года, — в этом году в Белгороде и был создан так называемый колхозно-совхозный театр. Во время Великой Отечественной войны артисты театра выступали на передовой, в госпиталях и прифронтовых районах. Летом 1941 года театр был эвакуирован в Узбекскую ССР — город Самарканд. Во времена эвакуации труппа работала в Ташкенте и Кзыл-Орде. Уникальный коллектив удалось сохранить полностью. В приказе Управления по делам искусств при СНК РСФСР отмечалось:
Театр полностью сохранился как художественный коллектив, сберёг эвакуированные ценности, бесперебойно работал без государственных дотаций.
В январе 1944 года театр в полном составе был возвращён в Белгород и весной того же года возобновил свою работу. В 1954 году театр становится областным, а в 1956 году он стал носить имя известного русского актёра Михаила Семёновича Щепкина. В 1962 году было сдано в эксплуатацию новое здание театра на Соборной площади города Белгорода.
В 1993 году получил статус государственного, в 1998 году театру было присвоено звание «академический». В 1989—1993 годах главным режиссёром театра работал Валентин Варецкий.
В репертуаре театра — русская и зарубежная классика, постановки для детей и пьесы современных драматургов. По состоянию на июнь 2019 года работают большой и малый залы, иногда «театр в фойе». БГАДТ имени М. С. Щепкина успешно гастролирует по России и за её рубежами. Коллектив театра является обладателем престижных российских и международных театральных премий.
С 1988 года в стенах театра проводится Всероссийский фестиваль «Актёры России — Михаилу Щепкину». За последние годы в рамках фестивальной программы Белгород посетили артисты около ста театров.
В театре создан и работает собственный музей, который расположен на третьем этаже зрительской части рядом со входом на правую сторону балкона.

## Современная труппа театра
Народные артисты России:
- Марина Русакова;
- Виталий Стариков;

Заслуженные артисты России:
- Ирина Драпкина;
- Оксана Бгавина;
- Виталий Бгавин;
- Иван Кириллов;
- Игорь Ткачёв.

- С полным составом труппы и репертуарным календарём можно ознакомиться на официальном сайте театра.

## Награды и премии
- Премия Министерства культуры Российской Федерации имени Фёдора Волкова за вклад в развитие театрального искусства Российской Федерации (2022)[5]
- В 2012 году театр стал обладателем Гран-при Театрального форума «Золотой Витязь» за спектакль «Завороженное семейство» в постановке Б. Морозова.

## Внешние медиафайлы
- БГАДТ имени М.С. Щепкина на YouTube